# ایلاریا لاتینی
ایلاریا لاتینی (به ایتالیایی: Ilaria Latini) (زاده ۲۱ اکتبر ۱۹۷۲) یک صداپیشه ایتالیایی از شهر رم است.

## نقش‌ها
در مجموعه‌های تلویزیونی:
- همه بزرگسالان
- آواتار آخرین بادافزار
- هویج و آقای سبیل
- ماجرای دجیمون
- ماجرای دیجیمون۲
- پری پاپ
- پارک جنوبی
- سونیک
- توییتی و راز سیلوستر
- وینکس